# U 6 (Kriegsmarine)
De U 6 was een Duitse U-boot van het Type IIA. De tewaterlating gebeurde op 14 augustus 1935 bij de Deutsche Werke te Kiel. Onder Oberleutnant Ludwig Mathes werd de boot op 31 augustus 1935 in dienst genomen. De boot is in 1944 in het Poolse Gotenhafen uit dienst genomen en gerecycled.

## DeU 6tijdens de Tweede Wereldoorlog
De U 6 was voornamelijk als opleidingsboot in gebruik, en voerde tijdens de Tweede Wereldoorlog twee oorlogspatrouilles uit, waarbij geen schepen tot zinken werden gebracht In april 1940 nam de U 6 als onderdeel van het 8. Unterseebootsflottille deel aan de invasie van Noorwegen, Operatie Weserübung. Ander onderzeeboten die ingedeeld waren bij dit flottielje waren de: U 2, U 3 en U 5.

## Commandanten
- 07-08-1937 - 30-09-1937 Kptlt. Ludwig Mathes[1]
- 01-10-1937 - 17-12-1938 Werner Heidel[1]
- 17-12-1938 - 26-11-1939 Joachim Matz[1]
- 27-11-1939 - 17-01-1940 Otto Harms[1]
- 31-01-1940 - 10-07-1970 Oblt. Adalbert Schnee[1]
- 11-07-1940 - ??-03-1941 Johannes Liebe[1]
- ??-03-1941 - ??-09-1941 Kptlt. Eberhard Bopst[1]
- ??-10-1941 - ??-08-1942 Herbert Brüninghaus[1]
- ??-08-1942 - ??-09-1942 Paul Just[1]
- ??-09-1942 - 19-10-1942 Herbert Brüninghaus[1]
- 20-10-1942 - ??-06-1943 Oblt. Otto Niethmann[1]
- ??-06-1943 - 16-04-1944 Oblt. Alois König[1]
- 17-04-1944 - 09-06-1944 Erwin Jestel[1]